# Biographisches Lexikon des Kaiserthums Oesterreich
Das Biographische Lexikon des Kaiserthums Oesterreich (Abk. Wurzbach, nach dem Verfasser; später auch BLKÖ) ist eine österreichische Nationalbiographie in 60 Bänden, die in den Jahren 1856 bis 1891 von Constant von Wurzbach verfasst und veröffentlicht wurde.

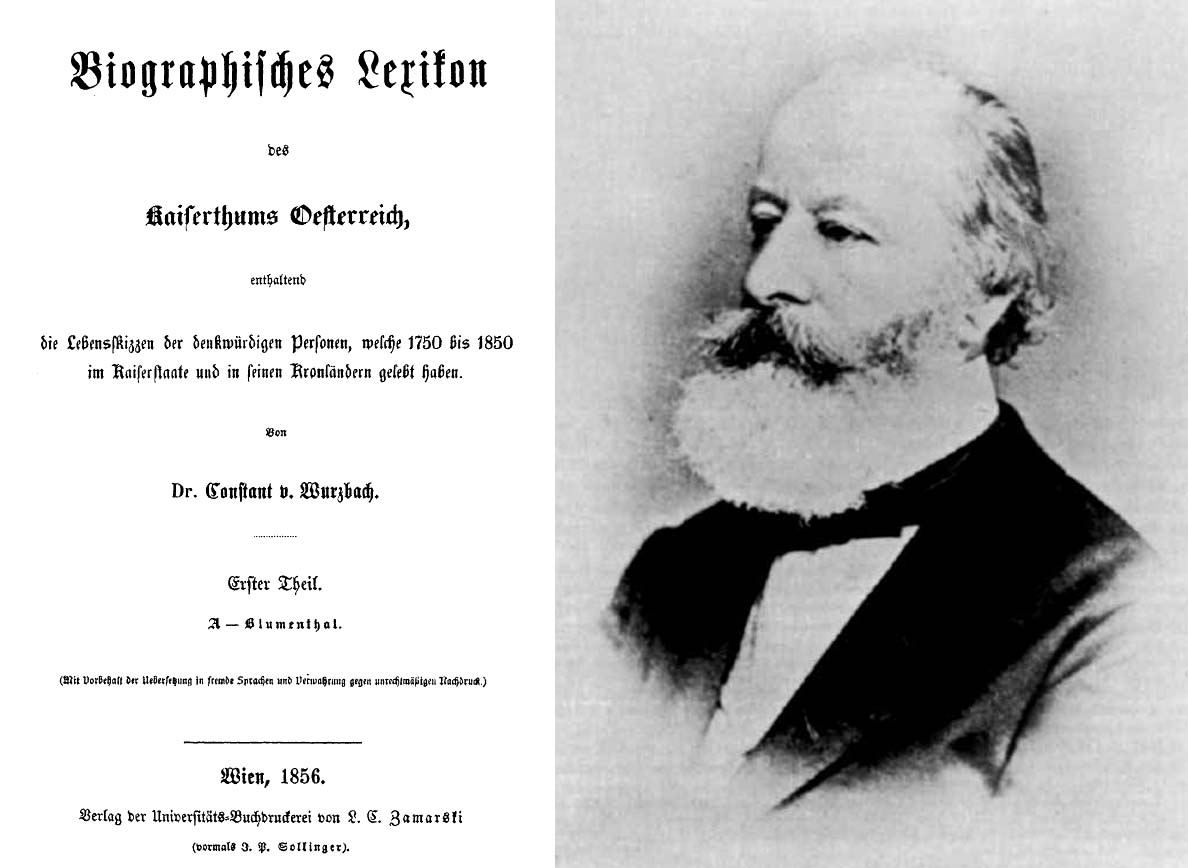
Vorsatzblätter zu „Biographisches Lexikon des Kaiserthums Österreich“

Unterschrift Dr. Constant von Wurzbach-Tannenberg, 1859

## Inhalt
Dieses Lebenswerk von Constant von Wurzbach-Tannenberg enthält 24.254 Biografien denkwürdiger Personen, die zwischen 1750 und 1850 in den österreichischen  Kronländern geboren wurden oder darin gelebt und gewirkt haben. Es ist somit eine einzigartige Sammlung biografischer Daten des Habsburgerreiches. Etwa zwei Drittel davon sollen nach Wurzbachs eigenen Angaben erstmals lexikalisch erfasst worden sein. Wurzbach hielt am Einheitsstaat von 1855 fest und berücksichtigte bis zum Schluss Länder, die längst nicht mehr der Donaumonarchie angehörten. Umfangreiche Literaturangaben, Hinweise auf Porträts, Wiedergabe von Inschriften auf Denkmälern und Epitaphien, zahlreiche ausführliche beschreibende und tabellarische Genealogien und Wappenblasonierungen bei Angehörigen des Adels sprengten ständig den vorgegebenen Rahmen. So wuchs das ursprünglich auf sechs, dann auf zwölf Bände konzipierte Vorhaben aufgrund des umfangreichen Materials schließlich auf 60 Bände an. Jedem Band sind mehrere unterschiedliche und ausführliche Personenregister angefügt. Ungeachtet einiger Mängel hat der „Wurzbach“ in vielen namhaften Bibliotheken des In- und Auslandes immer noch als biographisches Standardwerk seinen Platz, vor allem weil für viele darin enthaltene Personen keine neueren Bearbeitungen vorliegen und sein Verfasser Quellen heranziehen konnte, die heute nicht mehr erhalten bzw. zugänglich sind.
Viele der von Wurzbach in seinen Lexikon-Einträgen genannten Porträts besaß er selbst. Die Sammlung ging mit einem Teil seines Nachlasses an das Historische Museum der Stadt Wien, heute Wien Museum. Zahlreiche der Porträts sind mittlerweile in der online Sammlung des Museums unter dem Thema „Nachlass Constantin von Wurzbach“ frei zugänglich.

## Schlussanmerkung des Autors
Trotz Krankheit des Verfassers und manch anderer Schwierigkeiten war das Werk am 3. Juli 1891 schließlich fertiggestellt. Bislang ist es noch keinem Einzelnen gelungen – trotz des unaufhaltsamen technischen Fortschritts seither – ein vergleichbares Werk zu vollenden. Ans Ende des 60. Bandes setzte Wurzbach folgenden Vierzeiler:
Gottlob, das große Werk ist nun zu Ende,
Es war daran, dass ich es nicht vollende –
Ich ganz allein schrieb diese sechzig Bände!
Lexikonmüde ruhen aus die Hände.

## Fortschreibungen
1916 begannen Vorarbeiten zu einer erweiterten Neuausgabe des Werkes Wurzbachs, die als Neue Österreichische Biographie begonnen wurde. Geplant waren als „Abteilung 1“ Textbände mit ausführlichen Lebensbeschreibungen, als „Abteilung 2“ eine Bibliographie (erschienen in einem Band 1925) und als „Abteilung 3“ ein Biographisches Grundbuch mit Kurzbiographien (nie erschienen). Neun Bände der „Abteilung 1“ erschienen als Neue Österreichische Biographie, ab Band 10 wurden die Bände dieser Reihe dann unter dem Titel Große Österreicher veröffentlicht. 1987 erschien der letzte Band 22.
Nach 1945 übernahm die Österreichische Akademie der Wissenschaften die Bearbeitung des Grundwerks mit Kurzbiographien und gibt es als „Österreichisches Biographisches Lexikon 1815–1950“ (BLÖ) laufend heraus.